# Huell Howser
Huell Burnley Howser (Gallatin, Tennessee; 18 de octubre de 1945–Palm Springs, California; 7 de enero de 2013) fue un actor de televisión y cine estadounidense, conocido principalmente por California's Gold.

## Primeros años
Howser nació en Gallatin, Tennessee. Su nombre proviene de la contracción de los de sus padres Harold y Jewell tal y como él mismo revela en un episodio de California's Gold. Recibió un Bachelor of Arts de la Universidad de Tennessee. Tras ello, sirvió en el Cuerpo de Marines estadounidense y fue colaborador de Howard Baker, senador de su estado. Años más tarde, comenzó su carrera televisiva en la cadena WSMV-TV.

## Carrera
Tras trabajar en Nueva York como presentador de Real Life, un programa emitido por WCBS-TV, se trasladó a Los Ángeles para trabajar como reportero de KCBS-TV. Durante 1982 y 1983, sirvió como corresponsal y conductor de Entertainment Tonight. En 1985, fue contratado por KCET como productor de Videolog, en el que se trataban temas poco comunes relacionados con Los Ángeles y las comunidades circundantes.

## Homenaje
Los Simpsons homenajeó a Howser en el capítulo 10 de la temporada 24 (un examen antes de esforzarse). Al final del episodio, antes de comenzar los créditos, aparece con los frase "In memory of Huell Howser. Friend of The Simpsons and Friend of California."